# 丹尼斯·罗德曼
丹尼斯·基夫·罗德曼（英語：Dennis Keith Rodman，1961年5月13日—），美国NBA前职业篮球运动员，以擅长爭搶籃板球與積極無畏的防守著称，擁有“籃板王”的美誉，也因為防守時像蠕蟲一般扭動身體並黏在對手身上，被球迷稱為「小蟲」（The Worm）。主要位置是大前鋒，他身高201cm，且他憑藉著驚人的防守意志、紮實的卡位動作、強大的肢體侵略性、過人的籃板球预判和出色的連續彈跳力，使他成為頂尖的防守者兼籃板魔人，單場最高抓下34個籃板。在球场內外，罗德曼各种具争议性的举动令他备受瞩目。
罗德曼在1986年加入NBA，被底特律活塞队选中，1993年被交換到圣安东尼奥马刺队。但他的职业生涯高峰期是加入芝加哥公牛队之後，和队友麥可·喬丹及斯科蒂·皮蓬，为公牛王朝在1996年至1998年创造出NBA总冠军的三连冠。
2011年4月1日，洛文的底特律活塞10號球衣退役（不过他同意当时身披10号球衣的活塞队员格雷格·门罗继续使用该号码），同年入選奈史密斯籃球名人紀念堂。

## NBA之前的业余篮球生涯
罗德曼出生於美国新泽西州的特伦顿 ，於达拉斯成長，只是因为高中期间有一年身高长了27公分而有了向篮球运动发展的想法。由于受限于德克萨斯甘尼斯维尔的库克郡学院篮球小环境，罗德曼加入了美国校际运动联盟（NAIA）成员的东南俄克拉荷马州立大学，在大学篮球队中他是一位出色的射手和篮板好手，但也形成了他日后的古怪行为。

## NBA職業生涯

### 底特律活塞时期
底特律活塞经过对罗德曼充分的观察，在1986年NBA选秀大会上第二轮選進了他。这一时期的活塞队很有发展空间，球队领袖主力控球后卫“微笑刺客”伊塞亚·托马斯，明星级得分后卫乔·杜马斯，小前锋阿德里安·丹特利，中锋比尔·兰比尔，还有一些对球队非常有帮助的蓝领球员“微波爐”文尼·強森，“蜘蛛人”約翰·薩利和里克·马洪，而罗德曼的到来可以将球队坚强的防守得到进一步的补充，這群成員被稱為底特律壞小子（Bad Boys）。羅德曼加入NBA首年只是替補角色，平均上場只有15分鐘左右。活塞在1987年的季後赛中被难以战胜的波士顿凯尔特人所淘汰，尽管如此罗德曼在比赛中对凯尔特人头号球星拉里·伯德的防守还是有着不错的表现。
罗德曼在1988年取代丹特利成為了先發小前鋒，主要防守對方的主力得分手，开始展现出其明星潜质，防守比以往更积极，多次因为救球而冲出球场边的广告牌。此年他在赛季中所抓得的篮板在比尔·兰比尔之后而列全队第二，帮助活塞队连续两年淘汰了年轻的芝加哥公牛并最终夺得了球队历史上第一座的NBA总冠军。1990年的情况如出一辙，活塞在东部决赛中再次击败公牛并蝉联了联盟总冠军，罗德曼的表现得到了认可而首次当选为年度最佳防守球员。
1991年罗德曼的场均篮板为全队最高的12.5个。1992年罗德曼取得了不可思议的进步，得到了场均18个篮板并且完成篮板王7連霸。1992年3月的一场比赛中他抓下了职业生涯最高的34个篮板球。1993年罗德曼再次在篮板球数上领衔全联盟，这同时也是他为活塞效力的最后一个赛季。翌年因為合約問題，最後與活塞隊當時的新高層鬧翻後被交易至馬刺隊以換取肖恩·埃利奥特。

### 圣安东尼奥马刺时期
在圣安东尼奥马刺，罗德曼持续了他篮板球方面的专长使得球队中锋大卫·罗宾逊用更多的精力放在进攻上，协助罗宾逊取得了1993–94赛季全联盟得分第一的头衔。在之后的一个赛季，罗德曼帮助马刺取得了队史最佳战绩62胜20负，并且进入了西部决赛，但是惜败给奥拉朱旺领衔的休斯敦火箭队，罗德曼与时任马刺总经理波波维奇的矛盾也浮上了台面。不论如何罗德曼漂泊不定的场外生活逐渐成为焦点，其中包括了和著名歌手麦当娜的一段短暂但社会关注度极高的伴侣关系；还有一些场上古怪的造型，在马刺队时有着太多次的表现，比如头发染色的古怪发型。

### 公牛王朝时代
在1995-96赛季前，罗德曼被格雷格·波波維奇賤賣到了芝加哥公牛，馬刺队則得到中锋威尔·普度（Will Perdue）和其他的优惠。對此罗德曼非常生氣，當交易成立時他直言：「馬刺拿我換一個不會打球的傢伙，可見非常怨恨我、想擺脫我，我一點也不覺得受到侮辱，受到侮辱的應該是馬刺隊，我不管馬刺隊拿我換什麼，我只想離開聖安東尼奧，並讓他們後悔笑不出來！」
絕大部分球迷對罗德曼言論抱著恥笑態度，同時亦期待他令公牛自我毀滅，畢竟當初罗德曼在活塞時期和公牛的迈克尔·乔丹、斯科蒂·皮蓬處於老死不相往來敵對情況，每次對壘都是打架多過打球，罗德曼各種黑手、小動作令他們深惡痛絕，而迈克尔·乔丹在NBA世界中人人都尊稱他為「神」，而罗德曼則是人見人憎的「惡魔」。
結果在1995-96赛季，公牛不僅沒有毀滅，戰績反而更加提升，罗德曼完美地融入公牛的三角戰術，乔丹更稱從來沒見過有誰(罗德曼)能夠那麼快便學會公牛隊複雜的進攻戰術﹐連他都沒想過自己和乔丹手攜手合作能夠徹底反轉全世界，将公牛的胜绩从前一年的47胜35负到72胜10负，提高了整整25场比赛的胜利。球队中的罗德曼、乔丹和皮蓬都荣登那一年的全明星最佳防守第一隊阵容，这也是NBA历史上第一次有三位同队球员入选同一年的最佳防守第一隊，罗德曼连续第五年抓得全联盟最高的篮板数，乔丹的得分则是全联盟最高的，这也是NBA历史上第二次同一个队的两位球员夺得全联盟的最高得分和篮板球。
在季後賽公牛更是無法阻擋，第一輪3-0輕取阿朗佐·莫寧在陣的熱火；第二輪4-1擊退派屈克·尤英率領的紐約尼克；在東區決賽對手是去年令公牛飲恨的奧蘭多魔術，由兩大王牌「一分錢」安芬尼·哈德威和「大鯊魚」沙奎尔·奥尼尔率領，加上擁有攻守不俗第一代公牛王朝第三號人物霍雷斯·格蘭特﹐他熟識公牛的戰術打法。賽前預測會是一場激烈比拼﹐第一場安芬尼·哈德威和沙奎尔·奥尼尔分別拿下最高38分和27分，但是全隊合共只拿83分，得分第三名的布萊恩·肖只得5分，而罗德曼完全封鎖了霍雷斯·格蘭特，令其28分鐘僅1投0中、1籃板，其後更受傷離場系列賽報銷，更精彩的是同時成功以203公分身高、107公斤的身材去箝制216公分、150公斤的「大鲨鱼」奥尼尔，絕對是公牛橫掃魔術的功臣。
總決賽對手是西雅图超音速，公牛以4比2令對手臣服，亦是歷年罗德曼打得最出色的總決賽，場均7.5分14.7篮板，看似平平無奇，但實際比賽內容極其出色，出色到唯一一次出現有大量球迷(包括公牛球迷)質疑為何是迈克尔·乔丹拿下NBA总决赛最有价值球员(雖然六場比賽乔丹場均27.3分、5.3籃板、4.2助攻、1.7抄截、投籃命中率41.5%，但是在最後三場表現差劣，更出現31.6%和26.3%命中率，原因在於在最後三場改由加里·佩顿對位防守)而不是屬於罗德曼，罗德曼在六場比賽中有三場進攻籃板比防守籃板還多，更有兩場搶下十一個進攻籃板平了NBA總決賽最佳記錄，至今仍然無人能打破，在第二場搶下十一個進攻籃板(前後合共二十個)，替公牛克服了全場39%的投籃命中率，加上當時公牛在剩下8.9秒領先3分，其中尚有兩次罰球機會，然而斯科蒂·皮蓬竟然兩罰全失，之後罗德曼同萨姆·帕金斯一齊搶球變成爭球，爭球亦不相上下，混亂中罗德曼被德特夫·史伦夫犯規而走上罰球線，頭一球射失；第二球射入得以將分差拉開到四分；第六場在領先三比二情況下的再一次搶下十一個進攻籃板(前後合共十九個)將公牛送上冠軍舞台。
比賽中除了瘋狂的籃板球數量，還將自己所有擅長技能發揮到最大極限，惟妙惟肖的假摔、遊走在灰色地帶的小動作、強硬的防守，完完全全地將西雅图超音速球員搞得一塌糊塗、不得安寧，外線的加里·佩顿被小動作糾纏反被吹犯規，向球證抱怨換來技術犯規，需要隊友安撫情緒；文森特·艾斯丘被進攻籃板氣得責罵隊友；德特夫·史伦夫同樣在進攻籃板加上多次被製造進攻犯規在暫停時踢椅子來洩憤；而最大受害者分別是弗兰克·布里克考斯基和肖恩·坎普，場場都被罗德曼搞得氣急敗壞、狼狽不堪卻又無可奈何只能苦笑連連，前者在第一場比賽只是上場短短兩分鐘就被製造一級故意犯規再追加技術犯規迅速地離場；到了第三場在乔丹罰球時突然被滿面笑容看著，之後幾回合的攻防被製造二級故意犯規，後者第一場關鍵時刻被小動作糾纏，之後大動作反擊被吹第六犯離場。之後每場都經常被製造犯規，第六場也六犯離場，平均每場有4.6次犯規。
當時西雅图超音速教練乔治·卡尔在總決賽完結後講出以下兩段話：「籃下每當大家要準備搶籃板之時，一顆五顏六色的頭就會忽然升空，並將球搶入自己的雙手裡，這實在是讓我們感到無比的頭痛。」、「當你評估系列賽時，我不知道誰是MVP，但是丹尼斯·罗德曼嬴下兩場比賽，丹尼斯·罗德曼是他們(公牛)成功(拿下NBA總冠軍)的原因。」
當時公牛正在歡天喜地慶祝，其中有記者訪問迈克尔·乔丹，內容大致是「丹尼斯·羅德曼有同你競爭NBA总决赛最有价值球员的可能嗎？」而全世界公認好勝心、不服輸方面無人能出其右的迈克尔·乔丹回答：「毫無疑問地我認為他絕對有這個資格，他的表現實在是太驚人！」但最終迈克尔·乔丹還是以5票打敗肖恩·坎普的3票和丹尼斯·羅德曼的2票拿下NBA总决赛最有价值球员，同時亦是他籃球生涯中拿下六次NBA总决赛最有价值球员最具爭議性的一次。
罗德曼在之后的1997和1998年又幫助公牛蝉联了总冠军，取得3连冠的伟业。
罗德曼以球场出格的行为所被大家熟知，著名的有1996年4月16日在一场比赛中因不服裁判Ted Bernhardt的判决而发生争执，之后他头槌Bernhardt，事发后惹起了不小风波，罗德曼被联盟罚款25,000美金和禁赛五场。另一个丑闻发生在1997年1月15日与明尼苏达森林狼队的比赛中。当时罗德曼在一次拼抢篮板过程中脚下拌蒜撞到了场外的摄影师Eugene Amos，摔倒后心存不满的罗德曼往摄影师的腹股沟踢了一脚。尽管罗德曼马上被处以技术犯规一次，最后罗德曼被处以补偿摄影师Eugene Amos损失费200,000美金以及联盟的11场禁赛，这是当时联盟最长的禁赛纪录。
罗德曼在1997-98赛季后离开公牛队，公牛也因乔丹的第二次退役和斯科蒂·皮蓬的离去而进入了重建阶段。与此同时罗德曼也结束了他最后一个重要的NBA赛季，之后的他只是短暂有限的出现在其他的NBA球队中。罗德曼是NBA90年代最出色的篮板手，连续7年取得篮板王头衔，他在防守方面足以应付从迈克尔·乔丹、斯科蒂·皮蓬、魔术师约翰逊和拉里·伯德这样的外线攻击手到沙奎尔·奥尼尔、阿伦佐·莫宁、肖恩·坎普、卡尔·马龙、查尔斯·巴克利这样的强力内线。

### 后公牛时期
罗德曼离开公牛后当了一段时间的记者，之後曾短暂的效力过洛杉矶湖人队和达拉斯獨行俠，2000年最后一次出现在NBA球队中，因多次无故缺席训练后被勒令离队，此前他仍有场均14个篮板的优异表现（此数据依然足够获得篮板王称号，但因场次不足未计入排行榜）。

## 生涯數據

### NBA常规賽數據統計
| 賽季     | 球隊           | 出賽 | 先發 | 平均上場時間(分鐘) | 投籃命中率(%) | 三分球命中率(%) | 罰球命中率(%) | 平均籃板 | 平均助攻 | 平均抄截 | 平均阻攻 | 平均得分 |
| -------- | -------------- | ---- | ---- | ------------------ | ------------- | --------------- | ------------- | -------- | -------- | -------- | -------- | -------- |
| 1986–87  | 底特律活塞     | 77   | 1    | 15.0               | 54.5          | 0.0             | 58.7          | 4.3      | 0.7      | 0.5      | 0.6      | 6.5      |
| 1987–88  | 底特律活塞     | 82   | 32   | 26.2               | 56.1          | 29.4            | 53.5          | 8.7      | 1.3      | 0.9      | 0.5      | 11.6     |
| 1988–89† | 底特律活塞     | 82*  | 8    | 26.9               | 59.5*         | 23.1            | 62.6          | 9.4      | 1.2      | 0.7      | 0.9      | 9.0      |
| 1989–90† | 底特律活塞     | 82*  | 43   | 29.0               | 58.1          | 11.1            | 65.4          | 9.7      | 0.9      | 0.6      | 0.7      | 8.8      |
| 1990–91  | 底特律活塞     | 82*  | 77   | 33.5               | 49.3          | 20.0            | 63.1          | 12.5     | 1.0      | 0.8      | 0.7      | 8.2      |
| 1991–92  | 底特律活塞     | 82   | 80   | 40.3               | 53.9          | 31.7            | 60.0          | 18.7*    | 2.3      | 0.8      | 0.9      | 9.8      |
| 1992–93  | 底特律活塞     | 62   | 55   | 38.9               | 42.7          | 20.5            | 53.4          | 18.3*    | 1.6      | 0.8      | 0.7      | 7.5      |
| 1993–94  | 聖安東尼奧馬刺 | 79   | 51   | 37.8               | 53.4          | 20.8            | 52.0          | 17.3*    | 2.3      | 0.7      | 0.4      | 4.7      |
| 1994–95  | 聖安東尼奧馬刺 | 49   | 26   | 32.0               | 57.1          | 0.0             | 67.6          | 16.8*    | 2.0      | 0.6      | 0.5      | 7.1      |
| 1995–96† | 芝加哥公牛     | 64   | 57   | 32.6               | 48.0          | 11.1            | 52.8          | 14.9*    | 2.5      | 0.6      | 0.4      | 5.5      |
| 1996–97† | 芝加哥公牛     | 55   | 54   | 35.4               | 44.8          | 26.3            | 56.8          | 16.1*    | 3.1      | 0.6      | 0.3      | 5.7      |
| 1997–98† | 芝加哥公牛     | 80   | 66   | 35.7               | 43.1          | 17.4            | 55.0          | 15.0*    | 2.9      | 0.6      | 0.2      | 4.7      |
| 1998–99  | 洛杉磯湖人     | 23   | 11   | 28.6               | 34.8          | 0.0             | 43.6          | 11.2     | 1.3      | 0.4      | 0.5      | 2.1      |
| 1999–00  | 达拉斯獨行俠   | 12   | 12   | 32.4               | 38.7          | 0.0             | 71.4          | 14.3     | 1.2      | 0.2      | 0.1      | 2.8      |
| 生涯     | 生涯           | 911  | 573  | 31.7               | 52.1          | 23.1            | 58.4          | 13.1     | 1.8      | 0.7      | 0.6      | 7.3      |
| 全明星   | 全明星         | 2    | 0    | 18.0               | 36.4          | —               | —             | 8.5      | 0.5      | 0.5      | 0.5      | 4.0      |

### NBA季後賽數據統計
| 賽季  | 球隊           | 出賽 | 先發 | 平均上場時間(分鐘) | 投籃命中率(%) | 三分球命中率(%) | 罰球命中率(%) | 平均籃板 | 平均助攻 | 平均抄截 | 平均阻攻 | 平均得分 |
| ----- | -------------- | ---- | ---- | ------------------ | ------------- | --------------- | ------------- | -------- | -------- | -------- | -------- | -------- |
| 1987  | 底特律活塞     | 15   | 16.3 | 54.1               | 0.0           | 56.3            | 4.7           | 0.2      | 0.4      | 1.1      | 6.5      |          |
| 1988  | 底特律活塞     | 23   | 0    | 20.6               | 52.2          | 0.0             | 40.7          | 5.9      | 0.9      | 0.6      | 0.6      | 7.1      |
| 1989† | 底特律活塞     | 17   | 0    | 24.1               | 52.9          | 0.0             | 68.6          | 10.0     | 0.9      | 0.4      | 0.7      | 5.8      |
| 1990† | 底特律活塞     | 19   | 17   | 29.5               | 56.8          | 0.0             | 51.4          | 8.5      | 0.9      | 0.5      | 0.7      | 6.6      |
| 1991  | 底特律活塞     | 15   | 14   | 33.0               | 45.1          | 22.2            | 41.7          | 11.8     | 0.9      | 0.7      | 0.7      | 6.3      |
| 1992  | 底特律活塞     | 5    | 5    | 31.2               | 59.3          | 0.0             | 50.0          | 10.2     | 1.8      | 0.8      | 0.4      | 7.2      |
| 1994  | 聖安東尼奧馬刺 | 3    | 3    | 38.0               | 50.0          | 0.0             | 16.7          | 16.0     | 0.7      | 2.0      | 1.3      | 8.3      |
| 1995  | 聖安東尼奧馬刺 | 14   | 12   | 32.8               | 54.2          | 0.0             | 57.1          | 14.8     | 1.3      | 0.9      | 0.0      | 8.9      |
| 1996† | 芝加哥公牛     | 18   | 15   | 34.4               | 48.5          | 0.0             | 59.3          | 13.7     | 2.1      | 0.8      | 0.4      | 7.5      |
| 1997† | 芝加哥公牛     | 19   | 14   | 28.2               | 37.0          | 25.0            | 57.7          | 8.4      | 1.4      | 0.5      | 0.2      | 4.2      |
| 1998† | 芝加哥公牛     | 21   | 9    | 34.4               | 37.1          | 25.0            | 60.5          | 11.8     | 2.0      | 0.7      | 0.6      | 4.9      |
| 生涯  | 生涯           | 169  | 89   | 28.3               | 49.0          | 14.9            | 54.0          | 9.9      | 1.2      | 0.6      | 0.6      | 6.4      |

## 职业生涯奖项及成绩
- 5次夺得NBA总冠军(1989, 1990, 1996–98)
- 2次入选NBA第三阵容 (1992, 1995)
- 2次入选NBA全明星赛 (1990, 1992)
- 7次入选NBA最佳防守阵容 (1989–93, 1995, 1996)
- 1次入选NBA最佳防守第二阵容 (1994)
- 2次当选NBA最佳防守球员 (1990, 1991)
- 7次荣登NBA赛季场均全联盟篮板数第一（1992–98，蝉联７次，史上第一）
- 4次荣登NBA赛季总篮板数第一 (1992–94, 1998)
- 6次荣登NBA进攻篮板总数第一 (1991–94, 1996, 1997)
- 3次荣登NBA防守篮板总数第一 (1992, 1994, 1998)
- 1次荣登全联盟投篮命中率最高 (1989)

## NBA退役之后
从NBA出来的罗德曼凭他的兴趣在一些篮球小联盟发挥余热，2003年他加盟了美国ABA小联盟的提华纳龙队（Tijuana Dragones）；之还加盟过英国篮球联赛的布莱顿熊队（Brighton Bears）也就打了2场比赛；2005年他加盟了芬兰篮球联赛的Torpan Pojat队 他首场比赛出场28分钟，得到17分6个篮板 一共13次为球队出场，只要罗德曼出场，球场是每场爆满； 2006年1月26日，罗德曼与布莱顿熊队又签订了一年合同，在NBA退役之后发挥一下余热。

## 婚姻
1992年9月，羅德曼與他的第一任妻子安妮·貝克斯（Annie Bakes）結婚，他們從1987年開始約會，育有一女亞歷克西斯·凱特琳（Alexis Caitlyn）。然而他們關係因為不忠和虐待的指控而受到影響，在82天後離婚。
罗德曼和卡门·伊莱克特拉有着一段短暂的婚姻，当时曾身穿婚纱在公共场合出现来宣传他的个人自传Bad as I Wanna Be, ISBN 0-440-22266-4，九天後，羅德曼聲稱他在結婚時精神不穩，因此提出離婚。
1999年，羅德曼遇上米歇爾·莫耶（Michelle Moyer），他們育有一子一女。莫耶和羅德曼於2003年在他的42歲生日當天結婚。然而莫耶在2004年提出了離婚申請。
羅德曼的兒子小丹尼斯·塞恩·“DJ”·羅德曼（Dennis Thayne "DJ" Rodman Jr.）於2019年開始在華盛頓州立大學打大學籃球，他的女兒崔妮蒂·羅德曼是華盛頓精神足球隊的職業足球員。

## 其他
罗德曼是ABC电视台真实电视节目Celebrity Mole尤卡坦半岛集的获胜者并且赢得22万美金的奖励，令人惊奇的是在秀期间他几乎是脱稿，有时会写一些简单的内容在餐巾纸上。
他也同麦当娜有过亲密的关系，在他的第一本自传中宣称麦当娜曾经主动和他尝试“造人”计划。

### 职业摔跤
罗德曼参加了多场的WCW摔跤比赛，他和他的好朋友著名摔跤明星霍克·霍肯组成了NWO团体。
他的第一场比赛是在1997年的7日的Bash At the Beach赛事，罗德曼和他的搭档霍根输给了萊克斯·魯格和The Giant。他跨运动的出现在公牛队和摔跤场上，惹怒了篮球迷和公牛队主教练菲尔·杰克逊，结果他的这一行为得到了NBA联盟的处分。
1998年罗德曼和霍根联手打败了卡尔·马龙和摔跤明星達勒斯·沛莒组合，他在TNAW中最后一次出现在摔跤场上，由于在比赛中罗德曼基本上起不到什么作用从而引起了大批观众的讥笑。在他摔跤期间他在摔跤台上只展示了其微不足道的摔跤技术。

### 艺人生涯
1997年罗德曼拍摄了他的首部动作长片《反击王》，这部电影中他和尚·克劳德·范·戴姆搭档。这部电影恶评如潮，也给罗德曼争取到了3项金酸莓奖：最差新星、最差男配角及最差银幕组合（与戴姆分享）。罗德曼同样在电影《魔鬼骑士》中出现，之后罗德曼还相继出演过《Zack》、《死或生：沙滩排球2》和电视剧《外星人报到》。
在1996年，罗德曼拥有自己的MTV现实脱口秀节目《罗德曼世界巡演》（The Rodman World Tour），节目是一个有罗德曼特色的一系列古怪的境遇，比如罗德曼在他的床上采访嘉宾。
2009年，罗德曼参与特朗普的真人秀节目《飛黃騰達8》。

### 與金正恩的關係
2013年3月26日，罗德曼以私人旅游为名义，率领一支由哈林篮球队成员和部分前职业球员组成的篮球代表团访问朝鲜，為期七天，旨在拍摄纪录片以及开办儿童篮球训练营。期间还与朝鲜最高領導人金正恩一同觀看友誼賽、共進晚餐，结下“纯粹的友谊”。在金正恩于瑞士秘密留学期间，其最喜爱的运动就是篮球，而且是芝加哥公牛队的球迷，甚至建议父亲推舉朝鲜篮球运动员李明勳加盟NBA，因此他与罗德曼一见如故并非没有根据。
此后罗德曼分别于9月、12月两度访问朝鲜。罗德曼声称自己不是政客或美国政府代表，只是以金正恩朋友的身份与他友好地交流。在第三次访问期间，罗德曼在友谊赛中场为金正恩演唱生日快乐歌，并且接受金正恩邀请，将在今后三年担任朝鲜男篮国奥队總教练，冲击2016年夏季奥运会。
2017年6月13日，罗德曼第五次访问朝鲜。当天上午11时30分左右，罗德曼戴太阳镜、穿黑T恤衫现身北京首都国际机场。在媒体簇拥下，他走进头等舱休息室。按照一名美国高级官员的说法，美国国务院对于罗德曼此次朝鲜之行知情，但强调他并非以官方身份访问朝鲜。此次出访罗德曼还向朝鲜最高领导层赠送唐納·川普所作書籍《交易的藝術》。
罗德曼将于2018年6月11日访问新加坡，并极有可能出席朝美首脑会议，但罗德曼最终並未出席。

## 名人琐事
- 他的身上刺有众多纹身和穿孔和经常将自己的头发染成鲜艳的人工色。
- 丹尼斯·罗德曼曾与有过一段短暂的情侣关系。
- 因為“大蟲”的怪異表現，曾在《MIB星際戰警》第一集最後被威爾史密斯挖苦嘲笑說｢大蟲｣其實是某個星球來的外星人。
- 日本漫畫灌籃高手的主角櫻木花道即以他作為參考。
- 罗德曼职业生涯号码演变：10(活塞/马刺)→91(公牛)→73(湖人)→70(小牛)。据说他2000年与小牛签约时曾经希望穿着69号，但因为含义极为不雅遭到联盟官方和小牛队高层的否定被迫改穿70号。
- 在首次訪問北韓前在Twitter發了一個貼，說希望能夠在北韓見到PSY。不過發貼之後除了網民不斷在該貼喪罵及恥笑其無知之外，PSY本人也特意回復並向罗德曼澄清自己是來自南韓而非北韓。
- 1999、2003年和2018年都曾因酒駕被捕。[15]
- 霍普金斯大学教授马登在于BBC发表的文章中声称：他（罗德曼）是第一个既见过特朗普又见过金正恩的美国人[14]。
- 与朝鲜第一领导人金正恩关系密切，曾被金正恩邀请到七星级豪华游艇上游玩。
- 中文说唱歌手赵馨玥受罗德曼影响，将罗德曼在公牛时期所穿着的91号球衣名当做艺名，也就是现在被人所熟知的NINEONE#[16]